# Gadży Radżabow
Gadży Murtazalijewicz Radżabow (ros. Гаджи Муртазалиевич Раджабов; biał. Гаджы Муртазаліевіч Раджабаў, Hadży Murtazalijewicz Radżabau; ur. 27 października 1995) – rosyjski, a od 2018 roku białoruski zapaśnik walczący w stylu wolnym. Zajął piętnaste miejsce na mistrzostwach świata w 2023 roku. 
Brązowy medalista mistrzostw Europy w 2021. Mistrz Europy juniorów w 2015 roku.